# Luís Rudolfo, Duque de Brunsvique-Luneburgo
Luís Rudolfo de Brunsvique-Luneburgo (22 de julho de 1671 - 1 de março de 1735) governou o principado de Volfembutel, uma subdivisão do ducado de Brunsvique de 1731 até à sua morte.

## Família
Luís Rudolfo era o filho mais novo do duque António Ulrich de Brunsvique-Luneburgo e da princesa Isabel Juliana de Schleswig-Holstein-Sønderburg-Nordborg. Os seus avós paternos eram o duque Augusto de Brunsvique-Luneburgo e a princesa Sofia Doroteia de Anhalt-Zerbst. Os seus avós maternos eram o duque Frederico de Schleswig-Holstein-Sønderburg-Nordborg e a princesa Leonor de Anhalt-Zerbst.

## Biografia
Luís Rudolfo tornou-se general-major ao serviço do imperador Leopoldo I em 1690 e chegou a ser capturado durante uma batalha em França. Depois de ser libertado no mesmo ano, o seu pai ofereceu-lhe o condado de Blankenburg, violando a lei de primogenitura.
Em 1707, Blankenburg foi elevado a principado do Sacro Império Romano-Germânico, o que fez com que Luís Rudolfo se tornasse príncipe governante antes do seu irmão mais velho, o duque Augusto Guilherme de Brunsvique-Volfembutel.
Quando Augusto Guilherme morreu em 1731, Luís Rudolfo também herdou Volfembutel. Depois de o seu irmão ter quase arruinado o estado, Luís Rudolfo conseguiu recuperar as suas finanças.
Luís Rudolfo só teve filhas, pelo que o principado de Volfembutel foi herdado pelo seu primo, o duque Fernando Alberto II, Duque de Brunswick-Wolfenbüttel, casado com a sua filha mais nova, Antónia Amália.

## Casamento e descendência
Luís Rudolfo casou-se com a princesa Cristina Luísa de Oettingen-Oettingen no dia 22 de abril de 1690. Tiveram quatro filhas:
- Isabel Cristina de Brunsvique-Volfembutel (1691–1750) (28 de agosto de 1691 - 21 de dezembro de 1750), casada com o imperador romano-germânico Carlos VI; com descendência.
- Carlota Augusta de Brunsvique-Volfembutel (23 de julho de 1692 - 8 de agosto de 1692), morreu com poucos dias.
- Carlota Cristina de Brunsvique-Volfembutel (29 de agosto de 1694 - 2 de novembro de 1715), casada com o czarevich Alexei Petrovich, filho e herdeiro do czar Pedro I da Rússia; com descendência.
- Antónia Amália de Brunsvique-Volfembutel (22 de abril de 1696 - 6 de março de 1762), casada com o duque Fernando Alberto II de Brunsvique-Volfembutel; com descendência.